# 名古屋市立堀田小学校
名古屋市立堀田小学校（なごやしりつ ほりたしょうがっこう）は、愛知県名古屋市瑞穂区新開町にある公立小学校。

## 概要
- 上坂町、下坂町1・2丁目、下坂町3・4丁目、惣作町1丁目、惣作町2丁目の一部、大喜新町2丁目の一部、田光町1丁目、田光町2丁目の一部、佃町1丁目の一部、花目町、堀田通7-9丁目などが通学区域であり、公立中学校の進学先は名古屋市立田光中学校である[1]。

## 沿革
- 1935年（昭和10年）2月1日 - 瑞穂尋常小学校、高田尋常小学校から分離し、堀田尋常小学校として開校。開校時は名古屋市南区の学校であり、校地は南区瑞穂町字堀田[注釈 1]であった。
- 1937年（昭和12年）10月1日 - 中区の一部と南区の一部で、昭和区が新設される。堀田尋常小学校は昭和区の学校となる。
- 1941年（昭和16年）4月1日 - 堀田国民学校に改称する。
- 1944年（昭和19年）
  - 2月11日 - 昭和区の一部と熱田区の一部で、瑞穂区が新設される。堀田国民学校は瑞穂区の学校となる。
  - 8月 - 碧海郡棚尾町、新川町、高浜町に学童疎開する。
- 1945年（昭和20年）5月 - 空襲により校舎を全焼する。
- 1946年（昭和21年）4月 - 井戸田国民学校を分離する。
- 1947年（昭和22年）4月1日 - 名古屋市立堀田小学校に改称する。この頃仮校舎が完成する。
- 1951年（昭和26年）1月1日 - 名古屋市立穂波小学校を分離する。
- 1952年（昭和27年） - 木造校舎を新築する。
- 1953年（昭和28年） - 木造校舎を増築する。
- 1954年（昭和29年） - 木造校舎を増築する。
- 1955年（昭和30年） - 新校舎（鉄筋コンクリート造）が完成する。
- 1956年（昭和31年） - 校舎を増築する。
- 1958年（昭和33年） - 校舎を増築する。
- 1981年（昭和56年）4月 - 現在地に新校舎が完成し、移転する。

## 交通アクセス
- 名鉄名古屋本線堀田駅下車、徒歩約5分。

## 周辺施設
- 名古屋市立田光中学校
- 名古屋市立穂波小学校
- カインズ名古屋堀田店
- DCM21熱田店
- 惣作公園、瑞穂社会教育センター　※移転前の堀田小学校の所在地
- 名鉄名古屋本線堀田駅